# Деодат (епископ Праги)

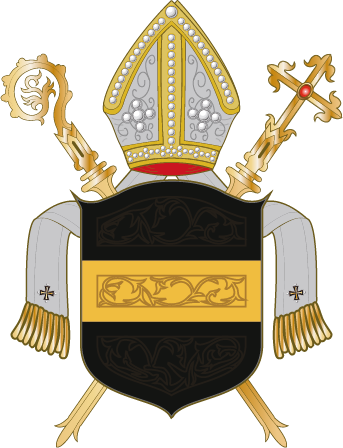

Деодат (также Тегдаг, Тиддаг, Богдал) (нем. Deodatus или Thiddag; ? —
10/11 июня 1017, Прага) — богемский церковный деятель, католический священник, епископ Пражский (998—1017).
Служил монахом бенедиктинского монастыря Корвей в Хёкстере, где изучал медицину. Вероятно, приехал в Прагу в 995 году. После нескольких лет пребывания вылечил князя Болеслава II Благочестивого.
После смерти пражского епископа Страхкваса по указу германского короля и императора Священной Римской империи Оттона III стал преемником Страхкваса. В 999 году Деодат основал в Давле близ Праги второй бенедиктинский монастырь.
После смерти Болеслава II Благочестивого Деодат столкнулся с ограничением влияния Пражского епископства, чего добивался Оттон III, а также стал свидетелем общего упадка из-за раскола трёх сыновей Болеслава.